# Rue Lanternières
La rue Lanternières (en occitan : carrièra dels Lanterniers) est une rue du centre historique de Toulouse, en France.

## Toponymie

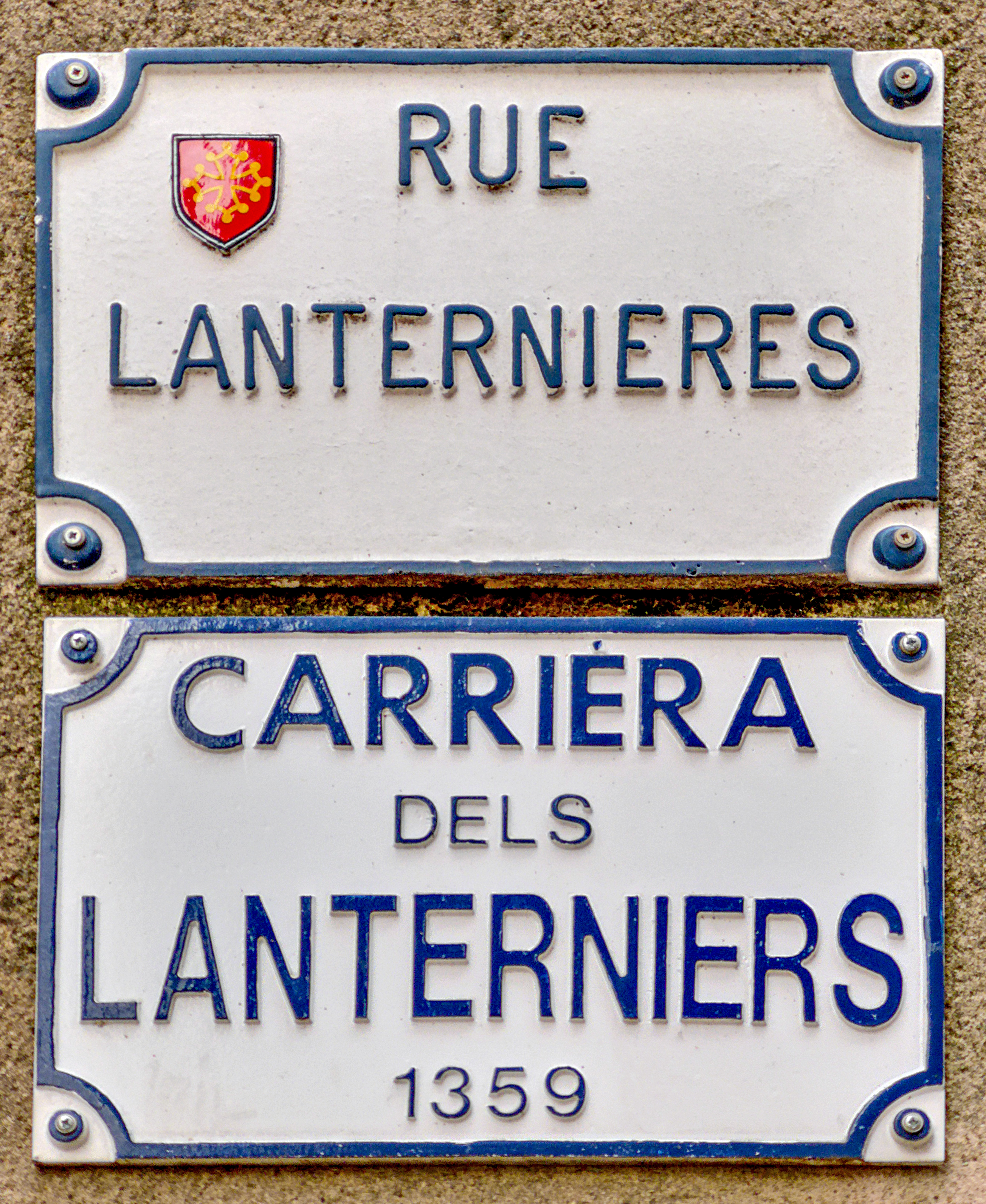

Le nom de la rue Lanternières est attesté à la fin du Moyen Âge, au milieu du XIVe siècle au moins. Cette appellation lui venait des lanterniers, artisans fabricants de lanternes. Plus tard, au cours du XVIIe siècle, la rue porta également des noms en rapport avec le monastère de la Daurade tout proche : rue de la Daurade (milieu du XVIIe siècle) ou rue du Cimetière de la Daurade (fin du XVIIe siècle). Elle tenait ce dernier nom du cimetière des bénédictins de la Daurade qui se trouvait du côté droit de la rue. En 1794, pendant la Révolution française, la rue fut quelque temps désignée comme rue de Franciade, probablement en hommage à la ville de Saint-Denis, rebaptisée de ce nom en 1793.

## Histoire
Au Moyen Âge, la rue Lanternières dépend du capitoulat du Pont-Vieux. La rue borde un vaste moulon bordé par la rue du Pont-Vieux (actuelle descente de la Halle-aux-Poissons) et la rue Lanternières - l'actuelle place du Pont-Neuf n'existe alors pas. Du côté ouest, les maisons ont donc des jardins qui s'étendent jusqu'aux berges de la Garonne. Au carrefour de la rue du Pont-Vieux, de la rue des Couteliers, de la rue Peyrolières et de la rue de la Trilhe (actuelle rue de Metz), la rue des Lanternières naît d'une petite place, connue comme la place du Pont-Vieux ou place de la Chapelle-Gauthier. Aux XIVe siècle et XVe siècle, elle est donc un lieu de passage entre les deux ponts qui traversent la Garonne, Pont-Vieux et pont de la Daurade. À cette époque, les artisans y sont nombreux, particulièrement les lanterniers. On remarque cependant l'installation de plusieurs membres de l'élite toulousaine, en particulier la famille d'Olmières, qui réunit au cours du XVIe siècle toutes les maisons du côté est de la rue et fait bâtir l'hôtel d'Olmières.
La rue perd cependant de son importance à partir du XVIe siècle. Au XVIIe siècle interviennent des transformations profondes : la destruction des anciens pont — Pont-Vieux et pont de la Daurade — et l'achèvement du Pont-Neuf, mais aussi le percement de la place du Pont-Neuf bouleversent complètement la configuration de la rue. Alors que la rue est amputée de toute la partie sud, emportée par l'aménagement de la nouvelle place, la première partie du côté ouest est occupée par les dépendances des maisons de cette même place (actuels no 1 à 7 place du Pont-Neuf), construites entre 1663 et 1688. La construction du quai de la Daurade, en 1777, achève la transformation de la rue : la seconde partie du côté ouest est occupée par les dépendances des maisons du quai (actuels no 3 et 4 quai de la Daurade).

## Description
La rue Lanternières est une voie publique située dans le centre-ville de Toulouse longue de 65 mètres. Elle naît de la place du Pont-Neuf. Relativement étroite, sa largeur n'est que de 4 mètres au milieu de la rue. Elle s'oriente vers le nord-ouest et se termine au croisement de la rue du Tabac.

## Voies rencontrées
La rue Lanternières rencontre les voies suivantes, dans l'ordre des numéros croissants :
1. Place du Pont-Neuf
2. Rue du Tabac